# Gao Xiaoxia
Gao Xiaoxia (chinesisch 高小霞; * 10. Juli 1919 in Xiaoshan, China; † 9. September 1998 in Peking, China) war eine chinesische Chemikerin und Hochschullehrerin. Sie war Professorin an der Peking-Universität und Mitglied der Chinesischen Akademie der Wissenschaften. Ihre Forschungsbeiträge auf dem Gebiet der analytischen Chemie, insbesondere die Entwicklung mikroanalytischer Techniken in der Polarographie, trugen maßgeblich zu der Unterstützung der Forschung und Produktion von Seltenen Erden bei.

## Leben und Werk
Gao studierte Chemie an der Jiaotong-Universität Shanghai, wo sie 1944 ihren Bachelor-Abschluss erwarb. Von 1946 bis 1948 arbeitete sie als Assistentin am Institut für Chemie an der Academia Sinica in Shanghai.
1946 bestanden sie und ihr Ehemann Xu Guangxian die nationale Aufnahmeprüfung für Auslandsstudenten. Mit finanzieller Unterstützung von Verwandten ging ihr Ehemann  bereits 1948 nach Amerika und studierte an der Fakultät für Chemie der University of Washington. Sein Gehalt als Lehrassistent ermöglichte es Gao, an die New York University zu gehen und analytische Chemie zu studieren.
Im Jahr 1949 zog Gao zu ihrem Ehemann nach New York City, wo sie an der New York University bei dem österreichisch-US-amerikanischer Chemiker Anton Benedetti-Pichler studierte und 1950 ihren Master-Abschluss in analytischer Chemie erhielt.

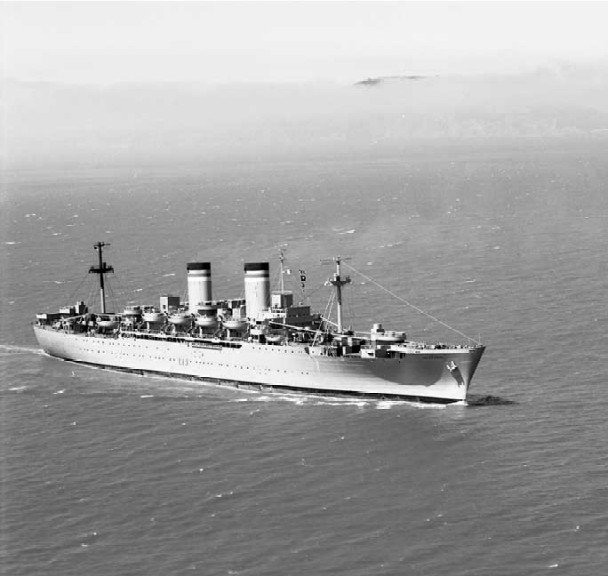
Der Truppentransporter USNS General WH Gordon (T-AP-117) des US Military Sea Transportation Service, mit dem Gao nach China zurückkehrte

Während ihres Aufenthaltes in den Vereinigten Staaten wurde die Volksrepublik China gegründet und im Juni 1950 brach der Koreakrieg aus. Kurz darauf erließ die amerikanische Regierung ein Gesetz, das chinesische Studenten und Wissenschaftlern in Amerika die Rückkehr in das neue kommunistische China verbot. Also beschlossen sie und ihr Ehemann, nach China zurückzukehren, obwohl sie noch promovierte. Am 15. April 1951 gingen sie und ihr Ehemann nach Erhalt des Kurzaufenthaltsvisums an Bord des Schiffes General Gordon, auf einer der letzten drei Fahrten Richtung China unmittelbar vor Inkrafttreten des Gesetzes.

## Professorin in China
Im Mai 1951 wurde ihr Ehemann als außerordentlicher Professor an der Peking-Universität und sie als Lecturer in der Chemie-Abteilung eingestellt. Später wurde sie dort Assistenzprofessorin und Professorin und war dreimal Direktorin im Bereich der Analytischen Chemie.
1966 wurden sie und ihr Ehemann unter dem Verdacht festgenommen, Spione für die ehemalige Kuomintang-Regierung zu sein, die 1949 von der Kommunistischen Partei gestürzt worden war. Viele Akademiker wurden zu dieser Zeit festgenommen oder unter Hausarrest gestellt und aufgefordert, die Verbrechen anderer aufzudecken. Sie und ihr Ehemann wurden in einem Arbeitslager in der Provinz Jiangxi festgehalten, bis sie 1972 wieder zurück an die Peking-Universität geschickt wurden.
Als die Peking-Universität nach der Kulturrevolution wieder geöffnet wurde, entwickelte sie Werkzeuge und Methoden für die Polarographie und wandte diese auf die Erkennung von Spurenelementen an. Ihre Forschung unterstützte die Entwicklung von Trennverfahren für Seltene Erden, die ihr Ehemann einführte, wodurch Zeit und Kosten für die Extraktion solcher Materialien reduziert wurden. Sie war auch an der Entwicklung der ersten Überwachungsstation zur Messung der Luftverschmutzung in China beteiligt.
Von 1978 bis 1990 war Gao Direktorin, Exekutiv Direktorin und Chairman des Popular Science Committee.
Zu ihren Studenten zählen Zhang Manping und Jiao Kui, die ersten beiden Chinesen, die auf dem chinesischen Festland in Chemie promovierten.
1980 wurden sie und ihr Ehemann zu Mitgliedern der Chinesischen Akademie der Wissenschaften  ernannt und erlangten den Ruf als Darby und Joan in der chinesischen Wissenschaft.
Gao starb 1998 im Alter von 79 Jahren.

## Veröffentlichungen (Auswahl)
- Rare Earth agricultural and electroanalytical chemistry (Chinese Edition) Xi tu nong yong yu dian fen xi hua xue. Peking: University Press Peking, 1997, ISBN 9787301033111.